# HarperCollins
HarperCollins Publishers LLC este o companie britanică-americană care este considerată a fi una dintre cele „Cinci mari” edituri de limba engleză, alături de Hachette, Macmillan, Penguin Random House și Simon & Schuster. Compania are sediurile centrale în New York și Londra și este o subsidiară a News Corp.
Numele companiei este derivat dintr-o combinație a predecesorilor firmei. Harper & Brothers, fondată în 1817, a fuzionat cu Row, Peterson & Company în 1962 să formeze Harper & Row, care a fost achiziționată de News Corp în 1987. Compania de editură scoțiană William Collins, Sons, fondată în 1819, a fost achiziționată de News Corp în 1989 și a fuzionat cu Harper & Row să formeze HarperCollins. Logo-ul companiei combină atât flacăra din torța lui Harper și apa din fântâna lui Collins.
HarperCollins are grupe de edituri în Statele Unite ale Americii, Canada, Marea Britanie, Australia, Noua Zeelandă, Brazilia, India și China. Compania publică multe mărci diferite. Directorul general la nivel mondial este Brian Murray.

## Istoric

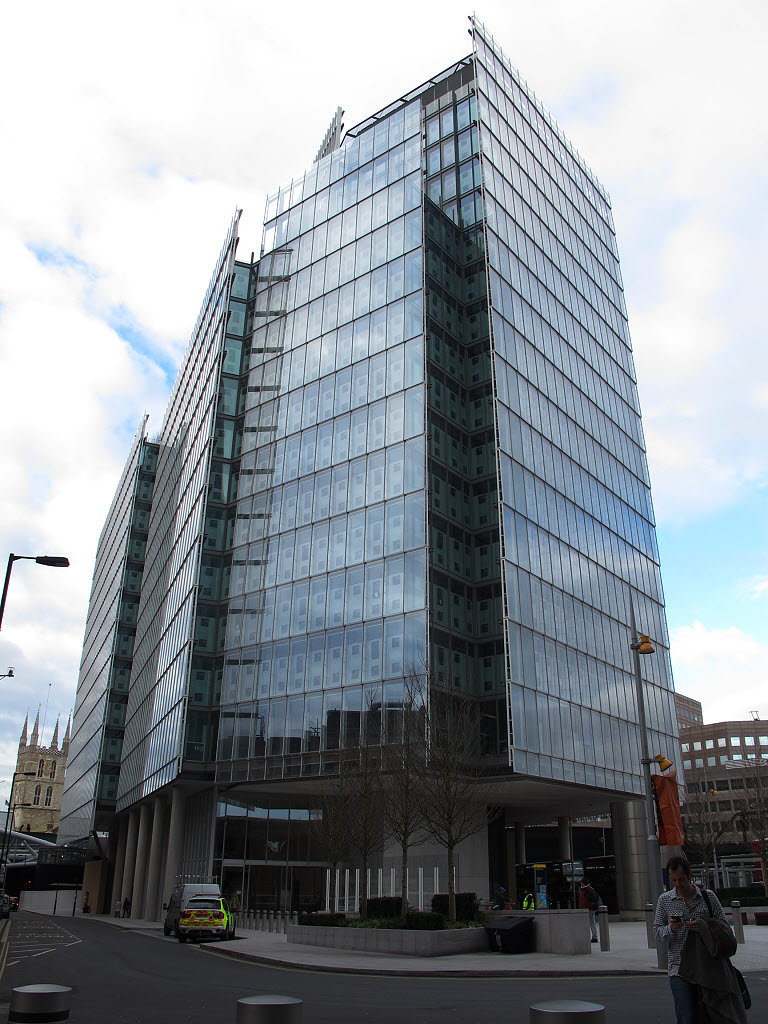
The News Building, sediul HarperCollins din Londra

### Fuziuni și achiziții
În 1989, Collins a fost cumpărată de compania News Corporation a lui Rupert Murdoch, iar editura a fost combinată cu Harper & Row, pe care NewsCorp a dobândit-o cu doi ani mai devreme. În afară de numele simplificat și unificat, logo-ul HarperCollins a fost derivat de la torța din logo-ul editurii Harper și Row și din fântâna din logo-ul editurii Collins, care au fost combinate într-o set stilizat de flăcări deasupra valurilor.
În 1999, News Corporation a achiziționat Hearst Book Group, format din William Morrow & Company și Avon Books. Aceste mărci sunt acum publicate de HarperCollins.
HarperCollins a cumpărat editura didactică Letts and Lonsdale în martie 2010.

## Cărți notabile
HarperCollins continuă să publice multe dintre cărțile publicate inițial de editurile care au stat la baza ei, plus alte titluri noi dobândite după fuziune. Printre autorii publicați inițial de Harper sunt Mark Twain, surorile Brontë și William Makepeace Thackeray. Printre autorii publicați inițial de Collins sunt H. G. Wells, Agatha Christie și J. R. R. Tolkien. Aceasta este o listă a unora dintre cele mai cunoscute cărți publicate de editura HarperCollins și de editurile cu care a fuzionat.
- An Unconventional Love, Adeline Harris ( 2010).
- The Art of Loving, Erich Fromm (1956)
- Master and Commander, Patrick O'Brian (1970) (adaptată în 2003 în filmul Master and Commander: The Far Side of the World)
- seria Leaphorn and Chee, Tony Hillerman (1970–2006)
- Collins English Dictionary (1979), un dicționar important[4]
- seria Sharpe, Bernard Cornwell (1981–2006)
- Frida: A Biography of Frida Kahlo, Hayden Herrera (1983), adaptată în 2002 în filmul Frida
- Weaveworld, Clive Barker (1987)
- seria Paladin Poetry (1987–1993)
- Of Gravity & Angels, Jane Hirshfield (1988)
- The Alchemist, Paulo Coelho (1988) (publicată inițial în portugheză sub titlul O Alquimista, 1988)
- romanele ulterioare din seria Take Back Plenty, Colin Greenland (1990+)
- The Language of the Genes, Steve Jones (1993)
- The Gifts of the Body, Rebecca Brown (1994)
- Microserfs, Douglas Coupland (1995)
- Thoughts, Tionne Watkins (1999)
- Shuka Saptati: Seventy tales of the Parrot, o nouă traducere din sanscrită realizată de A. N. D. Haksar (2000)
- First They Killed My Father: A Daughter of Cambodia Remembers, Loung Ung (2000)
- Bel Canto, Ann Patchett (2001)
- A Theory of Relativity, Jacquelyn Mitchard (2001)
- volumele recente din seria Discworld de Terry Pratchett (cărțile din 2001 până în prezent)
- American Gods, Neil Gaiman (2001)
- Boonville, Robert Mailer Anderson (retipărire în 2003)
- Quicksilver, Neal Stephenson (2003)
- Don Quixote, o nouă traducere realizată de Edith Grossman (2003, Ecco)
- Acquainted with the Night, Christopher Dewdney (2004)
- State of fear, Michael Crichton (2004)
- Darkhouse, Alex Barclay (2005)
- Anansi Boys, Neil Gaiman (2005)
- The Hot Kid, Elmore Leonard (2005)
- Freaky Green Eyes, Joyce Carol Oates (2006)
- Next, Michael Crichton (2006)
- Domicilium Decoratus, Kelly Wearstler (2006) ISBN: 0-06-089798-8
- Pretty Little Liars, Sara Shepard (2006)
- Mister B. Gone, Clive Barker (Harper) (2007)
- The Children of Húrin, J. R. R. Tolkien (postum, compilată de Christopher Tolkien) (2007)
- Loving Natalee: A Mother's Testament of Hope and Faith, Beth Holloway (2007) (despre Natalee Holloway)
- The Raw Shark Texts, Steven Hall (2007)
- The Family: The Secret Fundamentalism at the Heart of American Power, Jeff Sharlet (2008)
- Going Rogue: An American Life, Sarah Palin (2009)
- Solo, Rana Dasgupta (2009)
- The Legend of Sigurd and Gudrún, J. R. R. Tolkien (2009) (copublicată de Houghton Mifflin Harcourt)
- Pirate Latitudes, Michael Crichton (2009) (publicată postum)
- Wolf Hall, Hilary Mantel (2009)
- Shattered: The True Story of a Mother's Love, a Husband's Betrayal, and a Cold-Blooded Texas Murder, Kathryn Casey (2010)
- Micro, Michael Crichton (2011) (publicată postum)
- The Dressmaker of Khair Khana, Gayle Tzemach Lemmon (2011)
- A Shot at History: My Obsessive Journey to Olympic Gold, Abhinav Bindra (2011)
- Go Set a Watchman, Harper Lee (2015)

## Imprints
HarperCollins are peste 120 de amprente, majoritatea având sediul în Statele Unite. Collins încă există ca o amprentă, în principal pentru cărți de sălbăticie și istorie naturală, ghiduri de teren, și pentru dicționare în engleză și bilingve bazate pe Bank of English, un corpus larg de texte comtemporane engleze.
Amprentele HarperCollins, inclusiv amprente prezente și defuncte înainte de diverse fuziuni, includ:

### Prezent

#### Adult
- Amistad Press[6][7][8]
- Harlequin Enterprises
  - Carina Press
  - Graydon House Books
  - Hanover Square Press
  - Harlequin Teen
  - Harlequin Kimani Arabesque
  - Harlequin Kimani TRU
  - Harlequin Kimani Press
  - Harlequin Luna
  - HQN
  - Mira
  - Park Row Books
  - Rogue Angel
  - Silhouette Special Releases
  - Spice
  - Worldwide Mystery
- Harper
  - Broadside Books (amprentă conservativă americană)[9]
  - Ecco
  - Harper Business[10][11][12]
  - Fontana Books
  - Harper Hardcover
  - Harper Paperbacks
    - Bourbon Street Books

  - Harper Perennial
    - Harper Perennial Modern Classics

  - HarperLuxe (printări largi)[13]
  - HarperImpulse (amprentă digitală întâi)
  - HarperTrue (digital întâi Non Fiction)
  - HarperOne[14]
  - HarperVoyager
  - Mariner Books
  - Killer Reads (amprentă digitală întâi Crime & Thriller)
  - One More Chapter Books (amprentă digitală întâi Crime & Thriller)
  - HarperWave
  - Harper Muse[15]
- HarperCollins Focus[16]
  - Blink
  - Harper Celebrate
  - Harper Horizon
  - HarperCollins Leadership[17]
    - Amacom

  - Harper Muse
- HarperCollins UK
  - 4th Estate/Fourth Estate[18]
  - Collins Bartholomew
  - HarperFiction 
    - The Borough Press[19]

  - HarperNonFiction
    - Thorsons

  - Pavilion Books[20]
  - William Collins
- William Morrow
  - Avon
    - Avon Red
    - Avon Romance
    - Mischief (amprentă digitală)

  - Custom House (din 2015, condusă de Geoff Shandler)[21]
  - Dey Street (fostul It Books)[22]
  - Witness
  - William Morrow Paperbacks
  - Morrow Cookbooks

#### Copii
- HarperCollins Children's Books
  - Harper Festival[23]
  - HarperTeen[24]
  - HarperTeen Impulse (amprentă digitală)
  - HarperTrophy
  - Harper Fire
  - Amistad
  - Balzer + Bray
  - Collins
  - Clarion Books
  - Greenwillow Books
  - Heartdrum[25]
  - HMH Books for Young Readers
  - Katherine Tegen Books
  - Walden Pond Press
  - Blink Young Adult
- Farshore (fostul Egmont UK)
  - Electric Monkey

#### Creștin
- Thomas Nelson
  - Grupo Nelson
  - Nelson Books
  - Tommy Nelson
  - W Publishing Group
- Zondervan
  - Editorial Vida
  - Zonderkidz
  - Zondervan Academic
  - Zondervan Reflective

#### Audio
- HarperAudio
- Caedmon, audiobooks
- HarperCollins Children's Audio

#### Birou
- HarperCollins Speakers Bureau

#### Digital
- HarperCollins e-Books
- HarperCollins Productions

#### Digital întâi
- One More Chapter

#### Film și televiziune
- 3000 Pictures (în parteneriat cu Sony Pictures Entertainment)

### Defuncte
- Unwin Hyman (fostul Allen & Unwin, care este acum o editură australiană independentă)
- Angus & Robertson
- The Julie Andrews Collection
- Avon A
- Cliff Street Books
- Collins Press
- Collins GEM
- Diamond Books
- Eos Books,
- Flamingo
- Fontana Books / Fontana Press (vezi Fontana Modern Masters)
- Harper & Brothers
- Harper & Row
- Harper Design [26]
- Harper Perennial Modern Thought
- Harper Prism
- Harper San Francisco
- Harper Torch
- Harper Trophy
- Harper True
- HarperCollins West
- Lothrop, Lee & Shepard
- Marshall Pickering
- Moonstone
- New Naturalist
- Rayo (amprentă concentrată pe latino)[27][28]
- ReganBooks
- Salamander
- Thorsons

## Legături externe
- Site web oficial
- Greenwillow Books records, 1974-2014